# Nguibassal (Messondo)
Pour les articles homonymes, voir Nguibassal (homonymie).
Nguibassal est un village de la région du Centre du Cameroun. Il est localisé dans l'arrondissement (commune) de Messondo.

## Population et société
En 1962, la population de Nguibassal I et II était de 211 habitants. Nguibassal comptait 437 habitants lors du dernier recensement de 2005. La population est constituée pour l’essentiel de Bassa.